# Monte Redondo (Córdoba)
Monte Redondo es una localidad situada en el departamento San Justo, Córdoba, Argentina.
Se encuentra ubicada a 7 kilómetros de la ciudad de San Francisco. 
Se encuentra situada a la vera de la RN 158 y sobre un ramal del Ferrocarril de Cargas General Belgrano que no funciona desde 1977.

## Economía
La principal actividad económica es la agricultura seguida por ganadería, siendo los principales cultivos la soja y el maíz. La producción láctea también tiene relevancia en la economía local.

## Clima
[cita requerida]El clima es templado con estación seca, registrándose una temperatura media anual de 25º aproximadamente. En invierno se registran temperaturas inferiores a 0º y superiores a 35º en verano.
El régimen anual de precipitaciones es de aproximadamente 800 mm.